# Sultanat de Kilwa
Pour les articles homonymes, voir Kilwa.

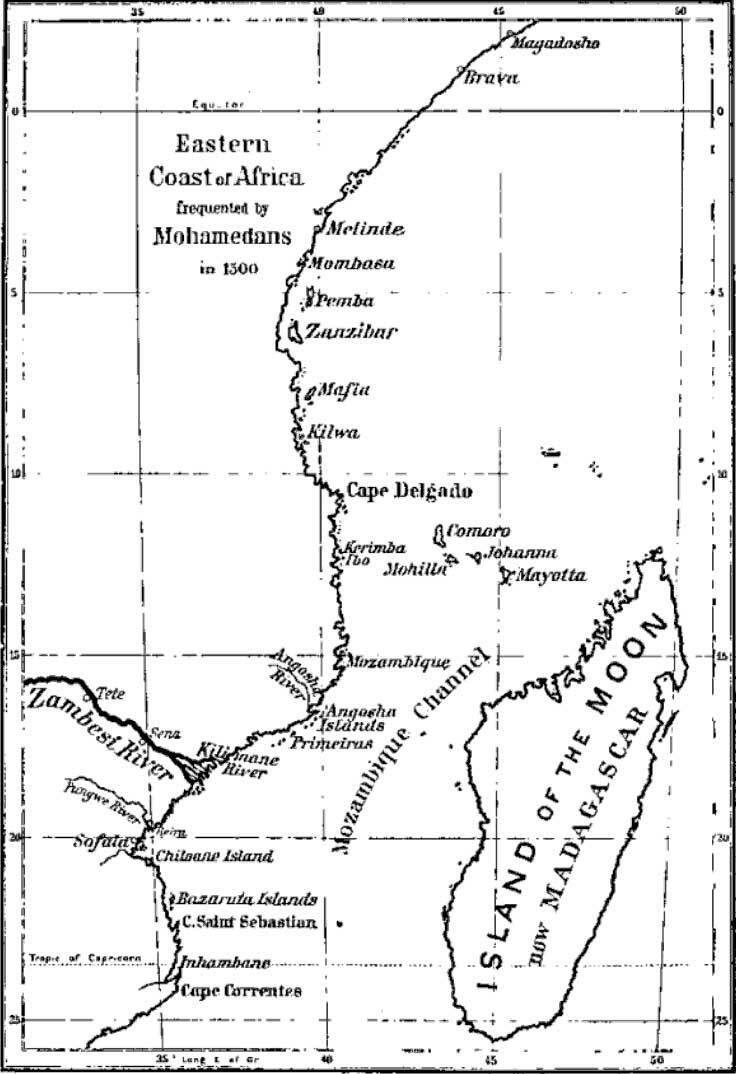
Kilwa et l'aire swahilie

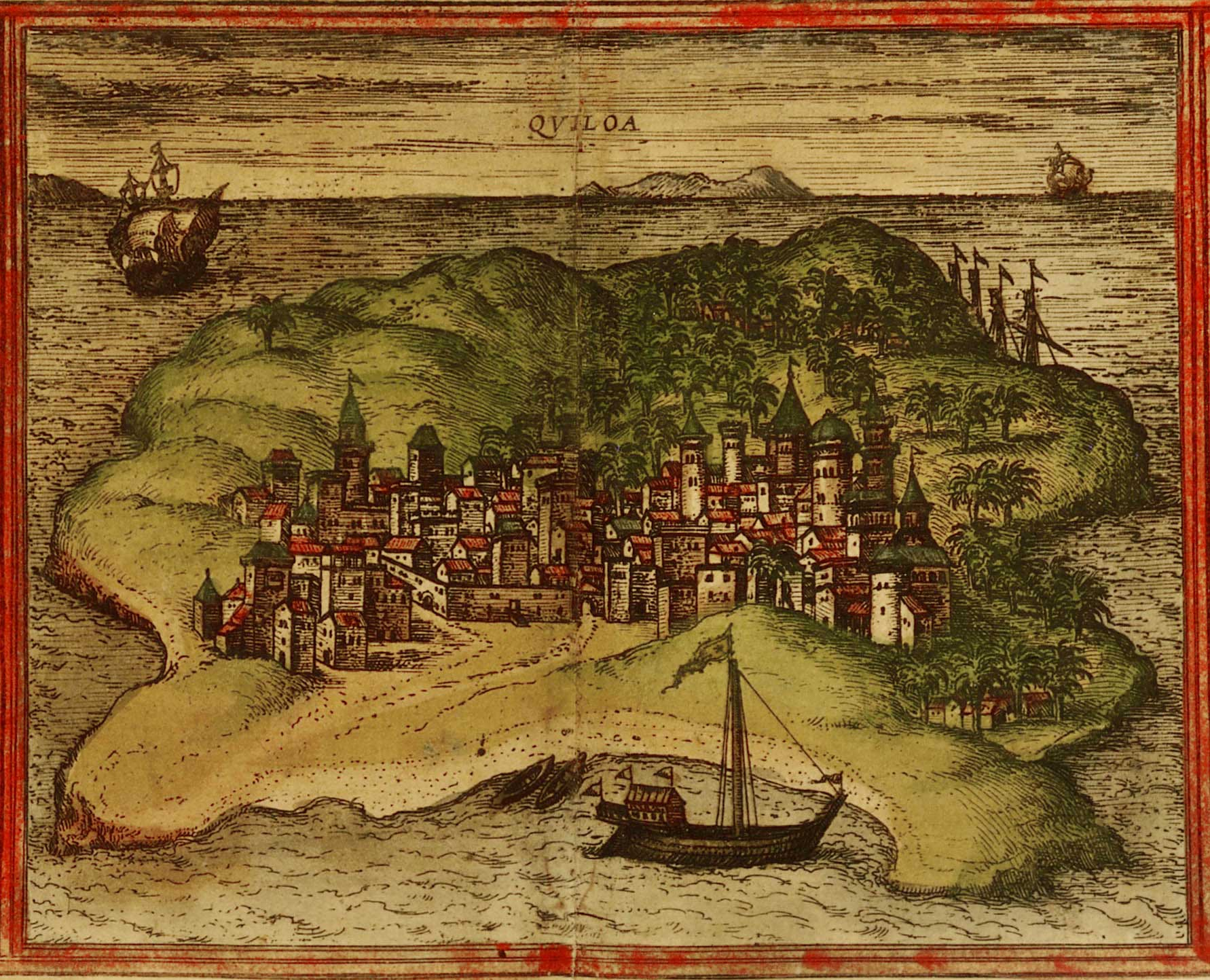
1572

Le sultanat de Kilwa (ou Quiloa) est un ancien sultanat (957c-1513), centré sur l'île côtière de Kilwa (aujourd'hui en Tanzanie) en Afrique de l'Est qui, à son extension maximale, couvrait toute la côte de Zanguebar (ou côte Swahilie). Il fut le plus important sultanat de la culture swahilie. Son histoire est connue grâce à la deuxième version de la chronique de Kilwa de 1520, reprise par João de Barros (1496-1570) dans Décadas da Ásia (1552). On connaît ainsi une liste des souverains.

## Peuplement historique
Les premiers peuples de Kilwa, étaient selon la tradition, les Mtakata, puis suivirent des Mranga de Jasi, enfin le roi Mrimba des Machinga.

## Fondation du sultanat et prospérité commerciale

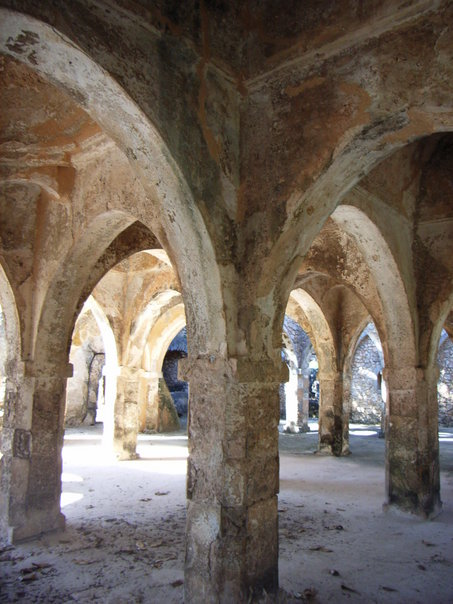
La grande mosquée de Kilwa Kisiwani.

Au IXe siècle, l'île de Kilwa Kisiwani est vendue au marchand Ali bin Al-Hasan (en), persan d'origine princière de Chiraz, qui en fait un port de commerce idéalement placé, au nord du Mozambique. Jusqu'en 1277, le sultanat est dirigé par des membres de la famille d'Al-Hasan.
Comme les autres ports sur la côte swahilie, Kilwa commerce avec différents royaumes en Inde, en Chine et dans les pays musulmans mais aussi avec la Malaisie. Des pièces de monnaie de la cité-État datant d'environ 1100 sont retrouvées ultérieurement dans le nord de l'Australie.[réf. nécessaire] Il exporte principalement du bois, de l'ivoire, de l'or et des esclaves. Des autochtones de l'arrière-pays sont capturés et expédiés dans le sud de l'Iraq actuel pour y travailler comme esclaves dans les plantations.
Al-Mas'ûdî estime que l'ivoire part principalement vers l'Inde et la Chine mais selon Istakhri, l'ivoire part aussi vers le golfe Persique, en particulier à Siraf. Les premières pièces de monnaie locales sont datées des alentours des années 1200, et ont été émises par le sultan Ali al-Hasan. Au XIIIe siècle, le sultanat de Kilwa contrôle le commerce de l'or venant des mines du Zimbabwe, détenu auparavant par Mogadiscio. Son sultan est décrit en 1331 par Ibn Battûta comme le plus gracieux et aimable des souverains. Ce souverain effectuait cependant régulièrement des raids et des pillages sur le continent.  La ville échangeait les marchandises de la Zambie contre des bijoux indiens et de la porcelaine chinoise. À partir de 1425 des disputes dynastiques déchirent le sultanat.
Cependant, au XVIe siècle, le sultanat est devenu le plus puissant de la côte de Zanzibar ; sa cité en est aussi la plus renommée et la plus luxuriante, décrite par Ibn Battûta comme étant une « très belle villes ». Les habitants de la côte sont décrits par ce voyageur arabe comme bien nourris de mets riches et exotiques, habillés somptueusement. Des caravanes commerciales s’enfoncent de plus en plus profondément dans les terres, jusqu’aux grands lacs, pour récupérer les précieuses marchandises qui sont réexpédiées vers le Moyen-Orient.
Symboles de la richesse du sultanat à cette époque, le palais Husuni Kubwa est décrit comme somptueux tandis que la Grande mosquée de Kilwa (en), principale mosquée de la cité est immense. Les deux bâtiments sont bâtis sur l'île de Kilwa Kisiwani. Parallèlement à l'enrichissement de la cité-État via le commerce, une diffusion culturelle s'effectue. Si la cité-État est gouvernée par une élite d'origine persane, elle est toutefois décrite comme une « cité-État swahilie ». Le commerce avec l'arrière-pays permet aussi la diffusion de l'islam et de la langue swahilie dans l'Afrique de l'Est.

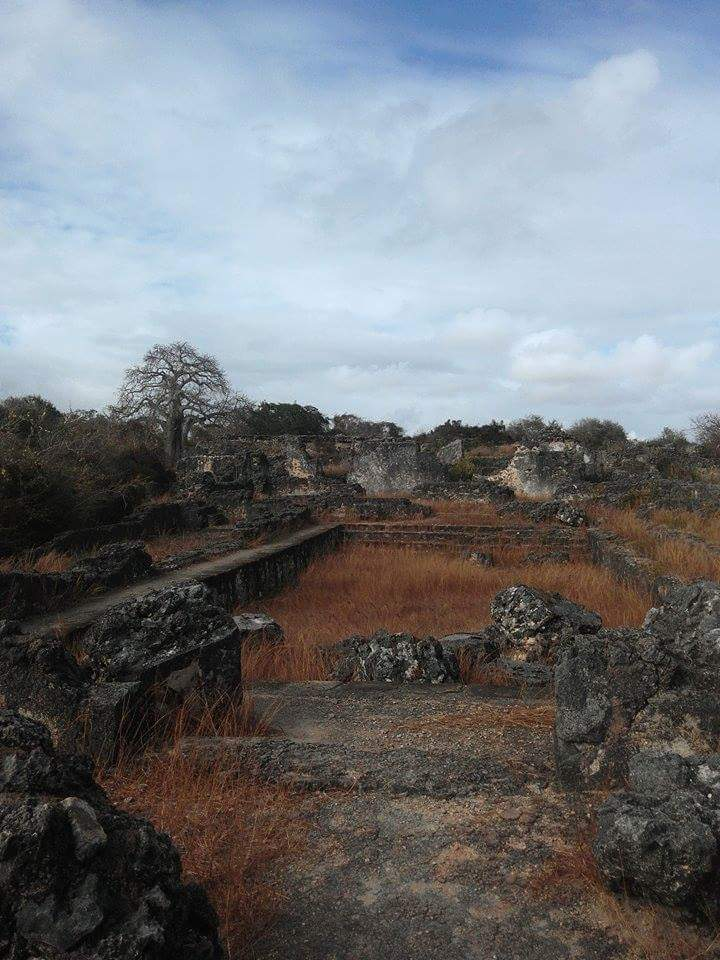
Palais Husuni Mkubwa.
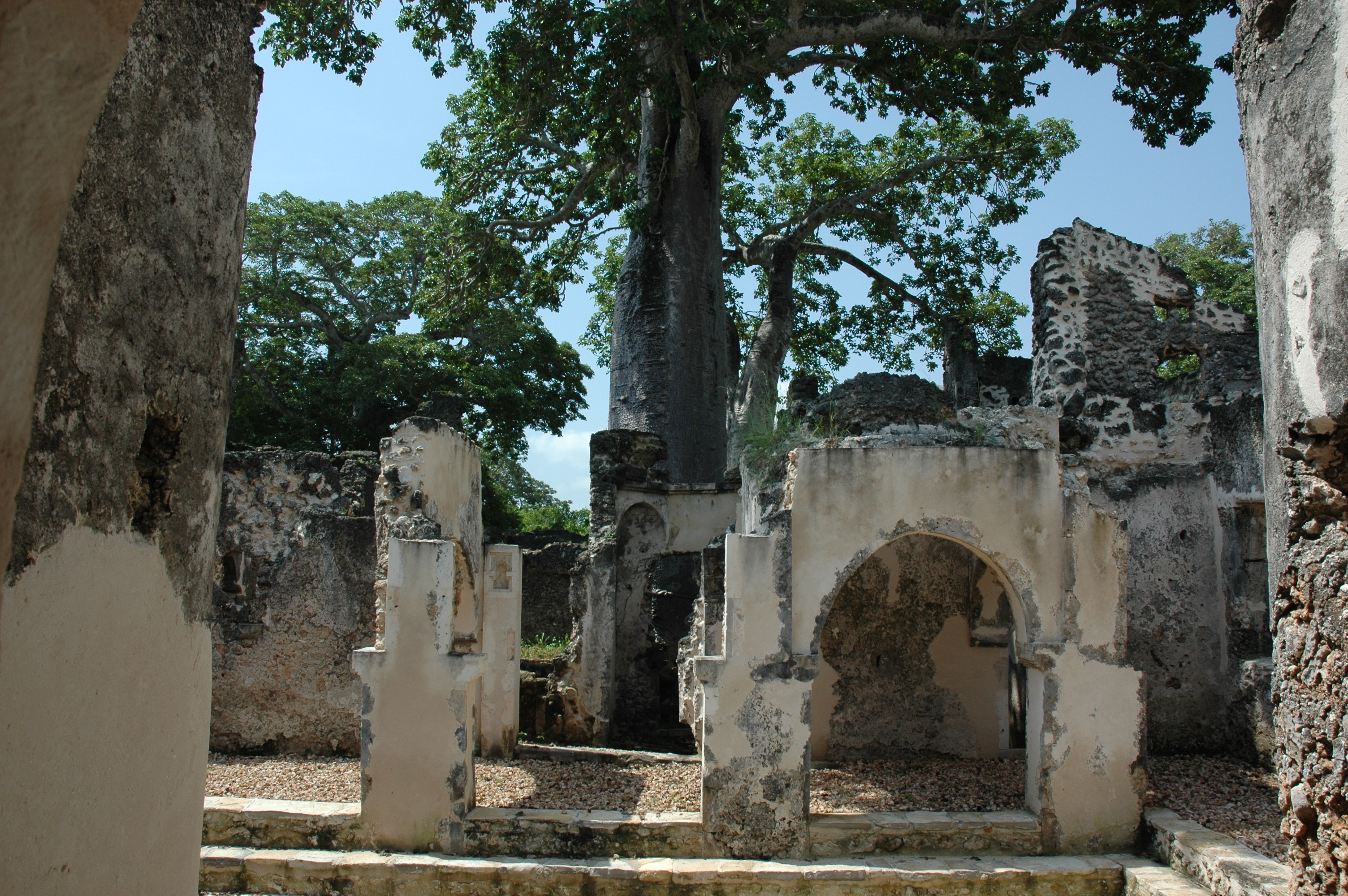
Ruines.
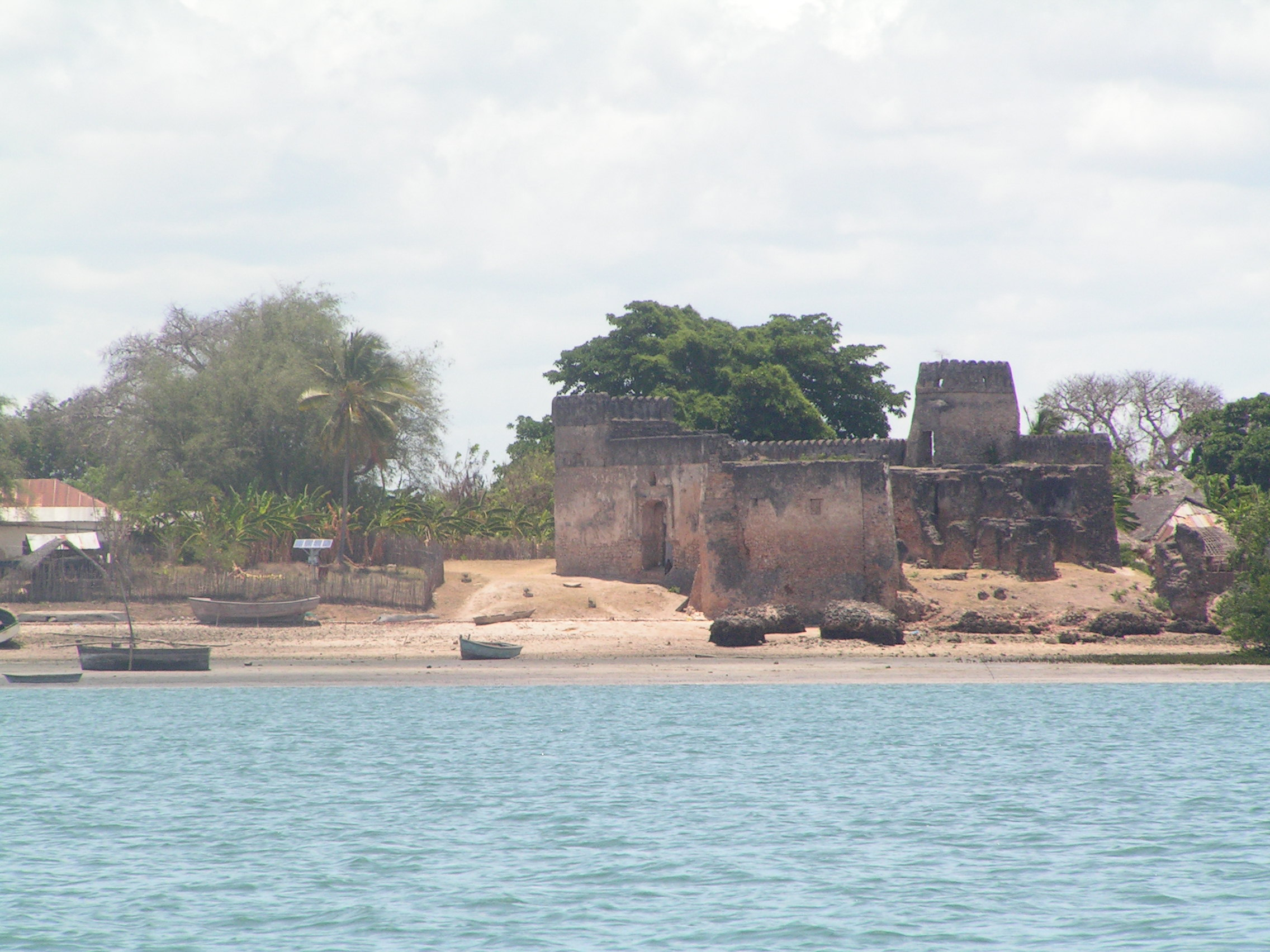
Le fort du port de Kilwa Kisiwani.
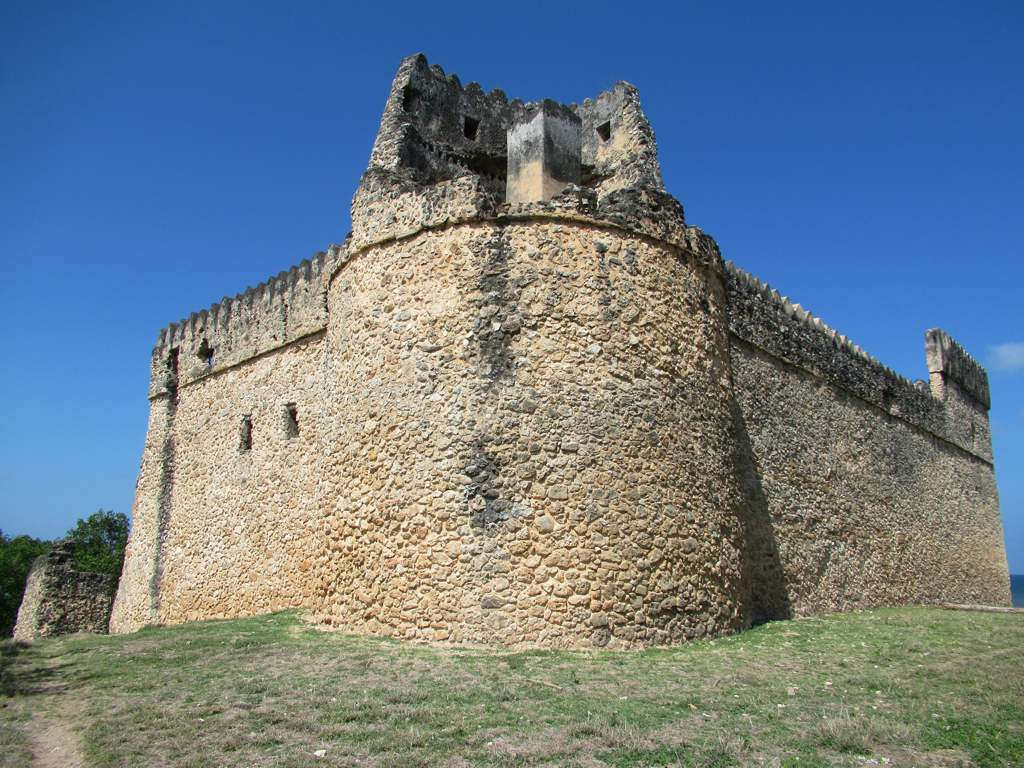
Fort Gereza.

## L’invasion portugaise (1500-1512)
En 1500 le portugais Pedro Alvares Cabral décrit les maisons comme étant faites de corail (chaux). Gaspar Correia décrit la ville à l’arrivée du vaisseau portugais de Vasco de Gama. La médina, ceinte d’une muraille et protégée par des tours, est peuplée de peut-être 12 000 personnes. Les ruelles étroites sont bordées de très hautes maisons surmontées de terrasses, et disposant de jardins intérieurs. La campagne alentour est couverte de jardins luxuriants, avec de nombreuses espèces d’arbres et de plantes. Le port est rempli de navires.
Très rapidement les, Portugais accaparent le commerce de l’or, du textile, des épices, de l’ivoire et des esclaves : la ville est détruite une première fois en 1505, et soumise comme les autres sultanats de la côte. Quiloa, nom portugais de Kilwa, paie un tribut au roi du Portugal.

## Retour à l'indépendance et nouvelle prospérité (1512-1784)
À partir de 1512, des mercenaires arabes reprennent Kilwa et la cité retrouve en partie sa prospérité. En 1606, lors de la visite du Franciscain Gaspar de Santo Berndino, la ville est de nouveau entourée de jardins luxuriants, sur l’île poussent millet, riz, canne à sucre, et dit-il, « les insulaires ne savent pas quoi en faire. »

En 1751, Louis de Jaucourt décrit ainsi la région dans l'Encyclopédie de Diderot et d'Alembert : 

« île & ville d’Afrique au Zanguebar, sur la côte de Mélinde, à 100 lieues du Mozambique. Les Portugais en firent la découverte en 1498, & rendirent son royaume leur tributaire. Le terroir de cette île porte quantité de palmiers & d’autres arbres. Les habitants sont en partie païens, en partie mahométans, & blancs de couleur. [...] Quelques géographes prétendent que la ville Quiloa est le Rapta de Ptolomée, qui dit que c’était jadis la capitale de Barbarie, d’où le promontoire Raptum a pris son nom. »

En 1776, le sultan de Kilwa Hassan ibn Ibrahim ibn Yusuf, petit-fils d’un Chirazien, vend à Morice, un représentant français, un millier d’esclaves pour 20 piastres par an, plus 2 piastres pour chaque esclave. Il dispose du monopole de la traite.

## Ère des Sultanats d’Oman et Zanzibar (1784-1886) et déchéance

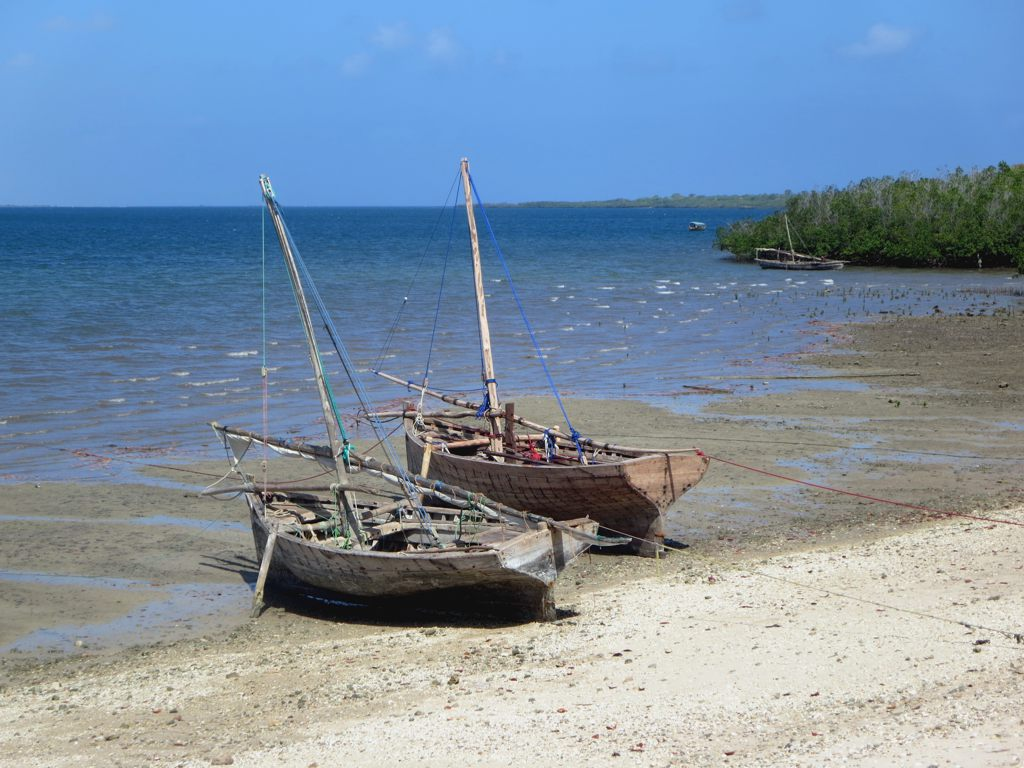
Bateaux de pêcheurs à Kilwa.

En 1784, l’île passe sous la domination des sultans d’Oman et de Zanzibar. Les Français construisent alors un fort dans le nord de l’île. Puis, la cité est abandonnée, dans les années 1840. À partir du XIXe siècle, la ville est redevenue un petit village. James Prior, chirurgien de la frégate Nisus, qui travaille sur l’hydrographie de l’ouest de l’océan Indien, déclare que « Comme les autres cités de la côte, dite florissante et populeuse, elle a sombré de la civilisation, santé et puissance vers l'insignifiance, la pauvreté et la barbarie. » 
Les îles de Kilwa Kisiwani et Songo Mnara possèdent de cette époque des ruines, inscrites au patrimoine mondial de l’Unesco.

## Colonisation allemande (1886-1918)
En 1886, Kilwa est annexée et intégrée à la colonie d’Afrique orientale allemande, ce qui cessera en 1918, au lendemain de la Première Guerre mondiale. Elle passe ensuite sous contrôle britannique, jusqu'à l'indépendance de la Tanzanie, dans les années 1960. 

### Sources
- Peter Garlake: Afrika und seine Königreiche, Berlin, Darmstadt, Wien 1975, S. 88